# Sonic Youth (musikalbum)
Sonic Youth är en EP som är Sonic Youths debutalbum som spelades in år 1981 i Radio City Music Hall i New York och släpptes på Glenn Brancas skivbolag Neutral år 1982. Albumet släpptes som dubbel-lp år 2006 på deras eget skivbolag med tillhörande extramaterial från ett framträdande år 1981.

## Låtlista
1. The Burning Spear
2. I Dreamed I Dream
3. She Is Not Alone
4. I Don't Want to Puch It
5. The Good and the Bad